# Lib4RI
Lib4RI – Library for the Research Institutes within the ETH Domain: Eawag, Empa, PSI & WSL ist eine wissenschaftliche Spezialbibliothek. Sie ist 2011 aus der Fusion der Bibliotheken der vier Forschungsanstalten im ETH-Bereich, Eawag, Empa, Paul Scherer Institut (PSI) und WSL, hervorgegangen. Die Bibliotheken von Eawag und Empa wurden bereits 2005 zur Eawag-Empa Bibliothek zusammengeschlossen. Lib4RI ist auf die Themengebiete Ingenieurwissenschaften, Naturwissenschaften und Umweltwissenschaften spezialisiert.
Lib4RI ist beim Netzwerk von Bibliotheken und Informationsstellen in der Schweiz (NEBIS) angeschlossen.

## Aufgaben
Als wissenschaftliche Spezialbibliothek versorgt Lib4RI die Angehörigen der vier Forschungsanstalten im ETH-Bereich mit Literatur und Fachinformationen in elektronischer und gedruckter Form für Forschung, Lehre und Beratung. Der Freihandbestand befindet sich an den drei Hauptstandorten, auf dem Gelände von Eawag und Empa in Dübendorf, in Villigen am PSI und in Birmensdorf an der WSL. Die acht weiteren Standorte der vier Forschungsanstalten werden per Post und elektronisch mit Literatur versorgt. Lib4RI ist für die institutionellen Bibliographien von Eawag, Empa und WSL zuständig. Seit 2016 betreibt Lib4RI hierzu das institutionelle Repositorium DORA. Eine weitere Aufgabe ist Wissensvermittlung und Beratung zur Suche nach Informationen und rund um das Thema wissenschaftliches Publizieren.

## Bestand
Die Bestände von Lib4RI umfassen rund 261‘800 analoge und rund 235‘000 digitale Ressourcen (Stand 31. Dezember 2016). Aufgrund der Verteilung von Lib4RI auf mehrere Standorte und den Fokus auf MINT-Fächer ist die Digitalisierung sehr weit fortgeschritten. Der Bestand an gedruckten Werken ist seit der Gründung quasi konstant, während der Bestand an E-Books und E-Journals stark gewachsen ist.